# SyFy
Syfy Universal (Syfy) (початкова назва — Sci Fi Channel, вимовляється як Сай фай ченл) — американський кабельний телеканал, відкритий 24 вересня 1992 року. Спеціалізується на показі науково-фантастичних, фентезійних, паранормальних, містичних, горор серіалів і фільмів, а також транслює різноманітні розважальні реаліті-шоу. Є частиною сітки NBC Universal.
16 березня 2009 року NBC Universal оголосили про перейменування каналу на Syfy (читається однаково).
Перейменування було викликано необхідністю реєстрації торгового знаку і тим, що з 2005 року телеканал фактично відійшов від вузькоспеціалізованого показу науково-фантастичних телепередач, що спочатку відображалося в його назві, і набув більш різнопланового жанрового характеру.

## Серіали на каналі

### Поточні проекти
- Нація Z (англ. Z Nation)
- Домініон (англ. Dominion)
- Темна матерія (англ. Dark Matter)
- Кіллджойс (англ. Killjoys)
- Чарівники (англ. The Magicians)
- Простір (англ. The Expanse)
- Геппі! (англ. Happy!)

Van Helsinf

### Завершені проекти
- Андромеда (англ. Andromeda)
- Зовнішні межі (англ. The Outer Limits, 1995)
- Зачаровані (англ. Charmed)
- Зоряна брама: SG-1 (англ. Stargate SG-1)
- Зоряна брама: Атлантида (англ. Stargate Atlantis)
- Зоряна брама: Всесвіт (англ. Stargate Universe)
- Зоряний крейсер «Галактика» (англ. Battlestar Galactica, ремейк)
- Каприка (англ. Caprica)
- На краю Всесвіту (англ. Farscape)
- Перша хвиля (англ. First Wave)
- Удавальник (англ. The Pretender)
- Ковзарі (англ. Sliders); «Вир світів» (варіант назви телеканалу ICTV), «Паралельні світи» (варіант назви телеканалу Україна)
- Притулок (англ. Sanctuary)
- Людина-невидимка (англ. The Invisible Man)
- Файли Дрездена (англ. The Dresden Files)
- Флеш Гордон (англ. Flash Gordon)
- Еврика (англ. Eureka)
- Гейвен (англ. Haven)
- Склад 13 (англ. Warehouse 13)
- Бути людиною (англ. Being human)
- Люди Альфа (англ. Alphas)

## Оригінальні фільми телеканалу Syfy
Оригінальні фільми Syfy (англ. Syfy original movies) зняті спеціально для показу на телеканалі. Ідея належить управлінцям телеканалу — Крісу Реджіні, Рею Каннеллі і Томасу Вайталі. На створення кожного фільму витрачається бюджет близько двох мільйонів доларів. Прем'єри фільмів зазвичай проходять на телеканалі суботнім вечором.
Серед найвідоміших незалежних студій, які виробляють телефільми для Syfy: RHI Entertainment, New Horizons, The Asylum, а також UFO studios, що знаходиться при самому телеканалі. Для виходу на DVD фільми, як правило, перейменовуються. Багато з них були показані на телеканалі ТВ3.